# ستانتون كيد
ستانتون كيد (18 مارس 1992 ببالتيمور في الولايات المتحدة - ) (بالإنجليزية: Stanton Kidd)‏ هو لاعب كرة سلة أمريكي في مركز هجوم صغير الجسم.

## وصلات خارجية
- ستانتون كيد على موقع إن بي أي (الإنجليزية)
- ستانتون كيد على موقع دوري كرة السلة الياباني للمحترفين (اليابانية)
- ستانتون كيد على موقع سبورتس رفرنس (الإنجليزية)
- ستانتون كيد على موقع كرة السلة الأوروبية.كوم (الإنجليزية)
- ستانتون كيد على موقع كلية كرة السلة في سبورتس رفرنس.كوم (الإنجليزية)
- ستانتون كيد على موقع ريلجم (الإنجليزية)
- ستانتون كيد على موقع بروبوليرز (الإنجليزية)
- ستانتون كيد على موقع سبورتس رفرنس (الإنجليزية)